# Diego Mesa Puyo
Diego Mesa Puyo (Medellín, Antioquia; 1982) es un economista colombiano egresado de las universidades  Concordia  y McGill de Canadá. A finales de junio de 2020 fue designado como Ministro de Minas y Energía por el presidente Iván Duque Márquez tras la renuncia de María Fernanda Suárez, tomando posesión oficial del cargo el 2 de julio del mismo año y terminando su periodo en agosto de 2022.

## Biografía
Mesa nació en Medellín, Antioquia en abril de 1982. Graduado en Economía de la Universidad de Concordia, Canadá; con Maestría en Economía de la Universidad McGill, Canadá, y Analista Financiero Certificado del CFA Institute, Estados Unidos. Empezó su carrera en 2006, cuando fue pasante de la Comisión Económica para América Latina y el Caribe, después fue analista del Fondo Monetario Internacional, donde estuvo tres años. En 2009 trabajó en la consultora PricewaterhouseCoopers en Canadá, donde ocupó los cargos de economista principal y gerente de la práctica de consultoría en Edmonton y en Vancouver. En enero de 2013 regresó al Fondo Monetario Internacional como economista, donde se especializó en asuntos fiscales y económicos relacionados con el sector de minas y energías. Durante más de 5 años lideró y participó de múltiples misiones de asistencia técnica a países en América Latina, Asia, África y Medio Oriente.
El Ministro Mesa llevó a cabo importantes políticas en materia de energía, minería e hidrocarburos. Como viceministro, Mesa estuvo al frente de las subastas para proyectos de energías renovables, de la subasta para el nuevo operador de Electricaribe. Como director del Consejo Directivo de esta entidad, siendo viceministro, participó en el ajuste de la contratación de campos petroleros a cargo de la Agencia Nacional de Hidrocarburos. El Ministro fue uno de los altos funcionarios menores de 40 años nombrados en el Gobierno Duque (fue nombrado a los 38 años) y por su amplia trayectoria internacional en banca multilateral y el sector privado fue presentado como uno de los técnicos del gabinete.
Finalmente, el ministro ha sido autor de reconocidas publicaciones internacionales y ha participado activamente en foros nacionales e internacionales sobre asuntos económicos y fiscales para el sector minero-energético.